# Microdeutopus sporadhi
Microdeutopus sporadhi is een vlokreeftensoort uit de familie van de Aoridae. De wetenschappelijke naam van de soort is voor het eerst geldig gepubliceerd in 1969 door Myers.